# 846. grenadirski polk (Wehrmacht)
846. grenadirski polk (hrvaški) (izvirno nemško 846. Grenadier-Regiment (kroatisch); kratica 846. GR) je bil pehotni polk Heera v času druge svetovne vojne.

## Zgodovina
Polk je bil ustanovljen 17. avgusta 1943 za potrebe 392. pehotne divizije.